# Barrera de hielo Riiser-Larsen
La barrera Riiser-Larsen (del inglés: Riiser-Larsen Ice Shelf) es una plataforma de hielo de la Antártida que se encuentra a lo largo de la costa de la Tierra de la Reina Maud. Tiene una longitud de aproximadamente 400 km y se extiende desde el cabo Norvegia en el norte hasta isla Lyddan y el glaciar Stancomb-Wills en el sur. Partes de la plataforma de hielo fueron avistadas por William Speirs Bruce en 1904, Ernest Shackleton en 1915, y Hjalmar Riiser-Larsen en 1930. La mayor parte fue fotografiada desde el aire en 1951/52 por la Expedición antártica noruega-británica-sueca (NBSAE) y delineada sobre la base de estas fotos. Una delineación adicional de los bordes en el sur y hacia la tierra firme se llevó a cabo a partir de fotos aéreas tomadas por Operación Deep Freeze de la USN en 1967-1969. La plataforma de hielo fue nombrada en honor del capitán noruego Hjalmar Riiser-Larsen quien exploró la zona a finales de los años 1920 y principios de los años 1930.